# Calvey Township (Missouri)
Calvey Township est un township du comté de Franklin dans le Missouri, aux États-Unis,.
Le township est fondé en 1821 et baptisé en référence à la rivière Calvey Creek (en).

## Source de la traduction
- (en) Cet article est partiellement ou en totalité issu de l’article de Wikipédia en anglais intitulé « Calvey Township, Franklin County, Missouri » (voir la liste des auteurs).